# Bowery Amphitheatre
Le Bowery Amphitheatre est un ancien bâtiment implanté dans le quartier Bowery de New York. Il était situé au 37 et 39 Bowery, en face du Bowery Theatre. Fondé en 1833, le lieu sert à travers son histoire de cirque, de parc zoologique, de théâtre et de piste de patinage à roulettes, sous différents noms et gestionnaires. Le site fait désormais partie de la Confucius Plaza.

## Formation en lien avec l'engouement pour lesminstrels
(septembre 2023).
Un groupe d'hommes d'affaires new-yorkais connu sous le nom de Zoological Institute ou Flatfoots construit la structure en 1833 pour accueillir une ménagerie et des spectacles de cirque. En 1835, le site est transformé en amphithéâtre avec une scène et une piste de cirque, et le nom de Bowery Amphitheatre est choisi. En juin de la même année, Titus, Angevine & Co. s'y installent avec leur spectacle équestre.
Les propriétaires changent à nouveau le nom du bâtiment en novembre 1842, qui devient l'Amphithéâtre de la République. John Tryon loue le bâtiment l'année suivante et en reste l'exploitant jusqu'en 1848. À la suite d'une représentation des Virginia Minstrels le 6 février 1843, Tryon cède la structure en grande partie aux minstrel shows, la renommant New Knickerbocker Theatre en 1844.

## Gestion ultérieure
En 1849, le bâtiment est à nouveau converti en ménagerie, cette fois sous la direction de June & Titus. Mais la nouvelle entreprise n'est pas rentable et, en 1851, l'amphithéâtre redevient un cirque. C'est à ce moment-là que la compagnie de Seth B. Howe s'installe. Au cours de la saison 1852-1853, des artistes comme Richard Sands & Co. et John J. Nathans & Co. s'y produisent régulièrement. La saison suivante voit un retour aux expositions équestres sous la direction de Henry P. Madigan et Den W. Stone.[réf. nécessaire]
Au cours de l'été 1854, les Allemands Seigrist et Otto Hoym louent l'amphithéâtre et le reconstruisent. Il ouvre ses portes le 20 octobre 1854 sous le nom de théâtre Stadt. La Stadt se spécialise dans le théâtre de langue allemande, mais met aussi en scène des drames américains et anglais. Une succession de gérants entretient les lieux jusqu'à la saison 1863-1864, lorsque le théâtre Stadt déménage au 45 Bowery, où il reste 8 ans, avant de retourner à son emplacement d'origine. Adolf Neuendorff dirige la Stadt de 1863 à 1867. En 1871, c'est là qu'a eu lieu la première représentation américaine de l'opéra Lohengrin de Richard Wagner,,,.  
Le 3 septembre 1864, le théâtre du 37 Bowery devient The Varieties, faisant du théâtre de variétés sa principale activité. L'entreprise perdure jusqu'à la mi-octobre 1865, date à laquelle A. Montpelier en devient gérant et propriétaire. Il rebaptise le bâtiment Montpelier's Opera, tout en gardant l'accent sur la variété et le mélodrame. Le lieu change à nouveau de nom le 20 novembre 1865, devenant le New National Circus, qui reste ouvert pendant six semaines. Le bâtiment est transformé en armurerie en 1866[réf. nécessaire].
Après le retour de la compagnie Stadt en 1872, le théâtre donne la première représentation américaine de Die Fledermaus de Johann Strauss le 21 novembre 1874. En 1880, le nom est changé est l'édifice devient le Windsor Theater (sous la direction de John A. Stevens), puis brûle en novembre 1883, mais une patinoire à roulettes est reconstruite en 1885 au même emplacement. Le lieu rouvre ses portes sous le même nom le 8 février 1886,.  
Le 27 mars 1893, le théâtre rouvre ses portes et propose du théâtre juif sous la direction de Sigmund Magulesko, Isidore Lindeman et Joseph Levy.
En décembre 1897, le 39 Bowery devint la première succursale de la Peniel Mission (en) sur la côte est. Elle est dirigée par A. W. Dennet, qui la renomme Peniel Josephine Mission en l'honneur de son épouse. Le 30 novembre 1900, Dennet renomme son entreprise Ragged Church, mais celle-ci ferme cependant après seulement deux ans. Le site fait désormais partie de la Confucius Plaza.